# 美神ルナ
美神 ルナ（みかみ るな、1984年6月1日 - ）は、日本の元ストリッパー、AV女優。

## 略歴
- 2003年にストリッパーとしてデビュー。浅草ロック座所属。
- 2005年に『極エロポーション』でh.m.pよりAVデビュー。
- 2006年11月にストリッパー業を休業し、翌年ストリッパー業を引退した。

## 作品

### アダルトビデオ
2005年
- 極エロポーション（3月31日、h.m.p）
- 狂ったエロスで犯して（4月26日、h.m.p）
- セックスまみれの変態女教師（5月21日、h.m.p）
- 本気で濡れるレイプ（6月21日、h.m.p）
- イクまでやめないで…（7月26日、h.m.p）
- エロバトル5本ヌキ!!（8月21日、h.m.p）
- エロイ、変なことしたい!（9月21日、h.m.p）
- 舐めあう快感（10月21日、h.m.p）
- 初セル（11月13日、MOODYZ）
- ハイパーデジタルモザイクvol.10（12月13日、MOODYZ）

2006年
- 最高のオナニーのために（1月13日、MOODYZ）
- 痴女ってルナ先生！（2月13日、MOODYZ）
- ドリームアイドル2（3月13日、MOODYZ）
- 使い捨てM奴隷33（4月13日、MOODYZ）
- 乱交、ルナティック。（6月7日、プレミアム）
- ルナのセクハラ・オフィス（7月7日、プレミアム）
- エロスの地獄（8月1日、MOODYZ）
- 夫の目の前で犯されて- 目撃者（9月7日、アタッカーズ）
- 奴隷島 第六章 身代わり人形の涙（11月7日、アタッカーズ）

2007年
- 特命捜査官LUNA（1月7日、アタッカーズ）
- エロスの地獄 〜完結編・秘密の裁き〜（2月1日、MOODYZ）
- CHARISMA☆DANCER（7月25日、kira☆kira）
- revenge＆grudge 怨讐のシナリオ（8月7日、アタッカーズ）
- kira☆kira SPECIAL 3MIX★FUCK（8月25日、kira☆kira）
- BLACK☆FUCK（9月25日、kira☆kira）
- 美神ルナ引退レイプ作品 人買市場の饗宴《2枚組》（10月7日、アタッカーズ）

### 成人映画
- 痴漢終電車 結婚しない女の絶頂快速（2007年1月26日、レジェンド・ピクチャーズ）

## 書籍
- 脱ぐしか選択肢のなかった私。（2006年6月30日発売、英知出版、ISBN 4-7542-2067-6）